# Fernando Kolumbus
Fernando Kolumbus (15. srpna 1488 Córdoba - 12. července 1539 Sevilla; také znám jako Ferdinand Kolumbus, španělsky Hernán Colón nebo Hernando Colón) byl nelegitimní syn Kryštofa Kolumba a Beatriz Enríquezové de Arana, ženy prostého původu. Se svým starším bratrem Diegem navštěvoval elitní dvorní školu, kterou navštěvovali i královští infanti a také například Gonzalo Fernández de Oviedo y Valdés, který později rovněž psal o Novém světě. Byl humanistou, kosmografem a zakladatelem jedné z nejdůležitějších knihoven své doby. Napsal také životopis svého otce, Historia del Almirante (Historie ctihodného pana Ferdinanda Kolumba, v níž se podává podrobná a pravdivá zpráva o životě a činech admirála ctihodného Kryštofa Kolumba, jeho otce, a objevu, který tento učinil v Západních Indiích, zvaných Nový svět, nyní náležejících Nejjasnějšímu králi katolickému). Tento životopis vznikl v roce 1571 a jedná se o italský překlad španělského rukopisu, který po smrti Fernanda získala vdova po jeho bratrovi Diegovi a od ní připadl jeho synovci Luigimu. Teprve od něj získal rukopis překladatel Alfonso Ulloa, díky němuž byl text poprvé vydán tiskem.
V roce 2019 vzbudil rozruch nález Fernandova ztraceného spisu Libro de los Epítomes (Kniha epitomů), který ohlásili badatelé z archivu Kodaňské univerzity. Kniha byla jakýmsi rejstříkem všech knih, které se Fernandu Kolumbovi podařilo za život nashromáždit - a bylo jich více než 20 000. Z každé přitom pořídil stručný výtah. Vědcům se tak podařilo získat informace o některých významných ztracených spisech minulosti, ale i o řadě ztracených letáků či pamfletů, neboť i těmto lehčím žánrům věnoval Kolumbus pozornost, na rozdíl od většiny vzdělanců své doby.